# Wahlkreis Glasgow South West
| Glasgow South West         |
| -------------------------- |
| Glasgow South West         |
| Gebildet                   |
| 2005                       |
| Abgeordneter               |
| Christopher Stephens (SNP) |
| Regionen                   |
| Glasgow                    |

Glasgow South West ist ein Wahlkreis für das Britische Unterhaus. Er wurde 2005 geschaffen und deckt die südwestlichen Gebiete der Council Area Glasgow ab. Der Wahlkreis entsendet einen Abgeordneten.
Vor den Unterhauswahlen 2005 deckten zehn Wahlkreise die Council Area Glasgow ab, reichten jedoch auch über die Grenzen Glasgows hinaus. 2005 wurde die Wahlkreisstruktur überarbeitet und Glasgow in sieben Wahlkreise untergliedert, welche nun jedoch ausschließlich innerhalb der Grenzen der Council Area liegen und diese vollständig abdecken. In diesem Zuge wurde Glasgow South West eingeführt.

## Wahlergebnisse

### Unterhauswahlen 2005
| Ergebnisse der Unterhauswahlen 2005 | Ergebnisse der Unterhauswahlen 2005 | Ergebnisse der Unterhauswahlen 2005 | Ergebnisse der Unterhauswahlen 2005 |
| Partei                              | Kandidat                            | Stimmen                             | %                                   |
| ----------------------------------- | ----------------------------------- | ----------------------------------- | ----------------------------------- |
| Labour                              | Ian Davidson                        | 18.653                              | 60,2                                |
| SNP                                 | James Dornan                        | 4757                                | 15,4                                |
| Liberal Democrats                   | Katy Gordon                         | 3593                                | 11,6                                |
| Conservative                        | Scott Brady                         | 1786                                | 5,8                                 |
| Socialist                           | Keith Baldassara                    | 1666                                | 5,4                                 |
| Independent Green Voice             | Alistair McConnachie                | 379                                 | 1,2                                 |
| Socialist Labour Party              | Violet Shaw                         | 143                                 | 0,5                                 |

### Unterhauswahlen 2010
| Ergebnisse der Unterhauswahlen 2010 | Ergebnisse der Unterhauswahlen 2010 | Ergebnisse der Unterhauswahlen 2010 | Ergebnisse der Unterhauswahlen 2010 | Ergebnisse der Unterhauswahlen 2010 |
| Partei                              | Kandidat                            | Stimmen                             | %                                   | ±                                   |
| ----------------------------------- | ----------------------------------- | ----------------------------------- | ----------------------------------- | ----------------------------------- |
| Labour                              | Ian Davidson                        | 19.863                              | 62,5                                | +2,3                                |
| SNP                                 | Christopher Stephens                | 5192                                | 16,3                                | +0,9                                |
| Liberal Democrats                   | Isabel Nelson                       | 2870                                | 9,0                                 | −2,6                                |
| Conservative                        | Maya Forrest                        | 2084                                | 6,6                                 | +0,8                                |
| TUSC                                | Tommy Sheridan                      | 931                                 | 2,9                                 | +2,9                                |
| BNP                                 | David Orr                           | 541                                 | 2,7                                 | +2,7                                |

### Unterhauswahlen 2015
| Ergebnisse der Unterhauswahlen 2015 | Ergebnisse der Unterhauswahlen 2015 | Ergebnisse der Unterhauswahlen 2015 | Ergebnisse der Unterhauswahlen 2015 | Ergebnisse der Unterhauswahlen 2015 |
| Partei                              | Kandidat                            | Stimmen                             | %                                   | ±                                   |
| ----------------------------------- | ----------------------------------- | ----------------------------------- | ----------------------------------- | ----------------------------------- |
| SNP                                 | Christopher Stephens                | 23.388                              | 57,2                                | +40,9                               |
| Labour                              | Ian Davidson                        | 13.438                              | 32,8                                | −29,7                               |
| Conservative                        | Gordon McCaskill                    | 2036                                | 5,0                                 | −1,6                                |
| UKIP                                | Sarah Hemy                          | 970                                 | 2,4                                 | +2,4                                |
| Green                               | Sean Templeton                      | 507                                 | 1,2                                 | +1,2                                |
| Liberal Democrats                   | Isabel Nelson                       | 406                                 | 1,0                                 | −8,0                                |
| SSP                                 | Bill Bonnar                         | 176                                 | 0,4                                 | +0,4                                |

### Unterhauswahlen 2017
| Ergebnisse der Unterhauswahlen 2017 | Ergebnisse der Unterhauswahlen 2017 | Ergebnisse der Unterhauswahlen 2017 | Ergebnisse der Unterhauswahlen 2017 | Ergebnisse der Unterhauswahlen 2017 |
| Partei                              | Kandidat                            | Stimmen                             | %                                   | ±                                   |
| ----------------------------------- | ----------------------------------- | ----------------------------------- | ----------------------------------- | ----------------------------------- |
| SNP                                 | Christopher Stephens                | 14.386                              | 40,7                                | −16,5                               |
| Labour                              | Matt Kerr                           | 14.326                              | 40,5                                | +7,7                                |
| Conservative                        | Thomas Haddow                       | 5524                                | 15,6                                | +10,6                               |
| Liberal Democrats                   | Ben Denton-Cardew                   | 661                                 | 1,9                                 | +0,9                                |
| UKIP                                | Sarah Hemy                          | 481                                 | 1,4                                 | −1,0                                |

### Unterhauswahlen 2019
| Ergebnisse der Unterhauswahlen 2019 | Ergebnisse der Unterhauswahlen 2019 | Ergebnisse der Unterhauswahlen 2019 | Ergebnisse der Unterhauswahlen 2019 | Ergebnisse der Unterhauswahlen 2019 |
| Partei                              | Kandidat                            | Stimmen                             | %                                   | ±                                   |
| ----------------------------------- | ----------------------------------- | ----------------------------------- | ----------------------------------- | ----------------------------------- |
| SNP                                 | Christopher Stephens                | 17.643                              | 47,9                                | +7,2                                |
| Labour                              | Matt Kerr                           | 12.743                              | 34,6                                | −5,9                                |
| Conservative                        | Thomas Haddow                       | 4224                                | 11,5                                | −4,1                                |
| Liberal Democrats                   | Ben Denton-Cardew                   | 1435                                | 3,9                                 | +2,0                                |
| Brexit Party                        | Peter Brown                         | 802                                 | 2,2                                 | +2,2                                |